# Fort Frances
Fort Frances es un pueblo canadiense situado en la provincia de Ontario.

## Superficie
Fort Frances tiene una superficie de 25,55 km².

## Demografía
En 2021, tenía 7466 habitantes, una densidad poblacional de 292,2 hab./km², y 3779 viviendas.